# Monarquia absoluta
La monarquia absoluta és un tipus de monarquia basada en el principi que el sobirà (rei, emperador, tsar…) té el poder absolut. Es diferencia de formes més recents com ara la monarquia constitucional o parlamentària.
En la monarquia absoluta no existeix cap divisió de poders, ja que la font d'ells és el mateix sobirà i aquest no ha de respondre davant ningú pels seus actes. Encara que el poder judicial hagi pogut tenir en el decurs de la història d'aquests tipus de règims una autonomia relativa en relació amb el sobirà –a diferència dels poders executiu i legislatiu… que per definició són el sobirà en persona– el dèspota podia canviar les decisions o dictàmens dels tribunals en última instància, o bé reformar les lleis per a la seva necessitat o desig.
Es caracteritza per una absència de cap constitució o codi de lleis per sobre de l'autoritat del sobirà (el sobirà és l'única font de legalitat) i de cap mena de forma d'oposició legalitzada. El monarca absolut té el total poder sobre l'aristocràcia i els exèrcits (només ell pot aixecar exèrcits). De vegades també té connivència amb el poder religiós, control sobre els grups religiosos, i preeminència sobre el ritual dominant (cesaropapisme).

## Història
Històricament els inicis de la monarquia absoluta es remunten a les acaballes de l'alta edat mitjana on, a conseqüència de la creació de les administracions centralitzades, el paper creixent dels exèrcits i la mateixa evolució del feudalisme, el poder dels monarques va anar creixent en detriment del de la noblesa. L'origen d'aquesta concepció prové de les teories imperials del Baix Imperi Romà on el principi del dret diví dels reis vigia i l'emperador com a representant de Déu a la Terra. El papa Esteve II va atorgar l'epítet rei dei gratia (per la gràcia de déu) per primera vegada al rei carolingí Pipí el Breu, en agraïment per al seu suport en la guerra contra els llombards que assetjaven Roma. A Occident, el dret –o no del papa– d'investir un monarca absolut va conduir a la lluita de les Investidures.
Formalment la monarquia absoluta es va imposar a Europa com règim dominant entre els segles xvi i xviii (entre el Renaixement i la Revolució Francesa). Va ser especialment contundent a les monarquies d'Espanya, França i el Regne Unit que van conduir una política centralitzadora. El segle xvii constitueix la gran època de l'absolutisme regi, tot i que a Anglaterra la lluita de la corona contra el parlament per donar caràcter absolut al poder reial acaba en un total fracàs. A mitjans del segle xviii encara molts països europeus eren regits amb sistemes de monarquia absoluta legitimada a través de diverses teories.
En una primera fase la monarquia autoritària es desenvolupà progressivament, i a les acaballes del segle xvi s'assolí l'estadi veritables monarquies absolutes. El grau de sofisticació va fer que fins i tot es creessin justificacions ideològiques en les que es defensava la necessitat de què el poder polític fos únic i estigués concentrat totalment en la corona.
Com que malgrat tot l'exercici quotidià del poder no podia estar concentrat exclusivament en la persona del monarca, al segle xvii la concentració de poders realitzada a la corona en l'època absolutista dugué al reforçament de les institucions connectades directament amb la reialesa –bàsicament consells i secretaris– en detriment de les institucions parlamentàries, que veuen progressivament afeblides les seves atribucions, arribant a pràcticament desaparèixer vers la fi del període absolutista.
Tanmateix, les qüestions d'importància política cabdal –Afers d'Esta– són tractades i resoltes preferentment pel mateix rei, fent ús de secretaris que inicialment apareixien com a secretaris del Consell d'Estat, perquè progressivament va anar prenent autonomia respecte d'aquest, i passaren a tractar amb el rei de forma gairebé exclusiva.
Una altra actuació derivada de l'anterior va consistir a dipositar de forma preferent la confiança en un dels seus secretaris, tot conferint-li especials atribucions, que van arribar (cas de la monarquia hispànica) a una delegació gairebé total de l'acció de govern. És la figura del valido o del ministre universal. Sobre el territori l'acció del poder reial s'exercí per mitjà de funcionaris als que es confià la vigilància general i l'impuls dels assumptes de províncies i ciutats, alhora que se'ls mantingué cota el control permanent dels organismes centrals de govern.

### Evolució vers el despotisme il·lustrat des delseglexviii
Amb la il·lustració sorgeix el concepte de despotisme il·lustrat, que atribueix al monarca la funció i missió de portar el progrés i el benestar social i econòmic al seu poble, mitjançant reformes i l'assessoria dels seus funcionaris (nomenats per ell i sota la seva directa dependència). Això va significar trencar amb el paper tradicionalista d'aquest últims, alhora que es va crear un important conflicte amb els interessos de la noblesa.
Un exemple clàssic de monarquia absoluta és la que va exercir Lluís XIV a França: la monarquia va ser capaç de centralitzar el poder i fer seure els nobles en un parlament. La teoria de la monarquia absoluta va ser recolzada per filòsofs francesos il·lustrats en el nou concepte de despotisme il·lustrat. Argumentaven que només el monarca il·lustrat podria ser capaç d'introduir reformes progressives per tal d'anar eliminat el feudalisme i apaivagar a l'església més reaccionària.

### Fi de l'Antic Règim
Després de la Revolució Nord-americana i especialment de la Revolució Francesa, juntament amb la independència d'Amèrica Llatina s'esdevé la crisi de les monarquies absolutes com a formes de govern. Això dugué a la creació de monarquies constitucionals o de repúbliques com a formes de govern, basades –en teoria– en la sobirania popular. Tanmateix el gran cop al despotisme il·lustrat va ser la caiguda de Napoleó.

## Fonaments i teories
Drets Divins
Els primers absolutistes advocaven la teoria del dret diví dels reis per tal de justificar la seva posició. Al segle xvi molts monarques van aprofitar-se de la feblesa de l'Església durant la Reforma per tal d'imposar la seva autoritat. Alguns fins i tot van prendre's la potestat de decidir la religió dels seus súbdits. Enric VIII d'Anglaterra es va deslligar de l'Església Catòlica mentre que la França va reivindicar les «llibertats Gal·licanes». Al llarg del segle xvii va sorgir la teoria que el sobirà només havia de respondre pels seus actes davant Déu i, per tant, era poc menys que el seu poder a la terra. Evidentment la teoria volia legitimar les decisions i la posició del rei davant els seus súbdits.
Al costat de tradicions doctrinals, herència de l'edat mitjana els ideòlegs de l'absolutisme, que bàsicament cercaven l'exaltació del poder reial com a superació del món feudal, trobaren en els corrents humanistes del Renaixement, amb els seus aspectes de racionalisme i secularització del pensament, noves fonts d'elaboració doctrinal del sistema. D'entre ells destaquen, per la difusió i repercussió de les seves obres, els noms de Bodin i de Hobbes:
Teoria de Bodin del poder sobirà
Jean Bodin, autor de La República, obra on defineix el concepte de sobirania. La definició de conceptes com Estat i poder són una constant a la seva obra. Defineix la monarquia com a forma perfecta de govern, concedint-li el poder suprem sobre els súbdits, i a on el rei és l'única font de dret, tot i que és responsable davant Déu i està sotmès a principis morals. Pot crear lleis, declarar la guerra, designar magistrats, imposar tributs i actuar com a tribunal suprem, però no apareix com un autòcrata amb facultats omnímodes. Malgrat ser la font única de la legalitat, el mateix monarca es troba sotmès a les lleis divines i també al Dret Natural. Aquest Dret Natural protegeix a institucions com la família i la propietat privada, significant en la pràctica que tota apropiació de béns ha da ser indemnitzada. La subjecció del monarca al Dret Natural és la que distingeix la monarquia absoluta de la despòtica. Se li atribueix la frase "El poder, un i llunyà, dol menys". (Les lluites entre la Corona i la noblesa tenien sempre a favor del Rei al poble, que creia que era millor dependre d'un rei llunyà que d'un noble proper...).
Justificació Racionalista'
Thomas Hobbes va ser el gran defensor de les monarquies absolutistes, en intentar racionalitzar l'Estat absolutista a través de l'anàlisi del caràcter humà. Va exaltar el caràcter total i ple del poder, no ja com a poder reial, sinó com a poder de l'Estat en si. Considerava que l'home es mou per ànsies de poder sobre els altres i les seves riqueses. Al llibre Leviathan (1651) parla de l'estat natural en el que es troba sumit l'home, estat de guerra de tots contra tots. («L'home és un llop pel mateix home», gairebé més coneguda en boca seva que no pas pel seu autor real, Plaute). L'única manera de fer viable la vida en societat és la de traspassar aquestes ànsies de poder a un ens superior: l'estat absolutista, que no garanteix cap llibertat però que ofereix protecció.

## Exemples

### Exemples moderns
Algunes monarquies actuals tenen parlaments merament simbòlics o sense poder, amb constitucions i altres estructures governamentals que el monarca pot alterar o dissoldre a la seva voluntat. Així, mentre tècnicament poden ser autodefinides com a monarquies constitucionals, són monarquies absolutistes de facto.
Les monarquies absolutes que formalment encara queden al món modern són Oman, l'Aràbia Saudita, Brunei, Swazilàndia i la ciutat estat del vaticà.
A Jordània i Tonga el monarca reté un poder molt considerable (tot i que no absolut). Al Nepal, el Rei Gyanendra va fer dimitir el Primer Ministre Sher Bahadur Déuba pel conflicte amb la guerrilla maoista, i va formar el seu propi gabinet. Aquests fets van desencadenar l'abolició de la dinastia Shah el 2008. A Liechtenstein, vora de dues terceres parts dels electors del petit principat han acordat atorgar al príncep Hans Adam el poder de vet que ell havia demanat. Tot i que això no el converteix en un monarca absolut, és la cosa més propera a aquesta definició que existeix a Europa avui en dia.
Molts països de l'Orient Mitjà, com Qatar i Kuwait, són considerats monarquies absolutes, ja que els monarques retenen molt poder sota les respectives constitucions. S'ha de dir que l'existència d'un parlament i altres òrgans consultius restringeixen l'autoritat efectiva del monarca. Una situació semblant seria la del Marroc.

### Exemples del passat
Sempre des d'una visió eurocèntrica, la història ha demostrat que, per tal de tenir èxit i sobreviure com a monarca absolut, cal assegurar un ferri control polític i eliminar ràpidament qualsevol amenaça que es presenti. Aquesta premissa inclou un control absolut sobre les faccions religioses dels territoris governats. Els sobirans que van seguir aquestes normes van prosperar i van mantenir-se en el poder, mentre que els que no seguiren aquestes premisses foren enderrocats o executats.
- Lluís XIV de França va governar sota el Dret Diví i va ser «El Poder» en majúscules. Va mantenir-se tant de temps en el govern degut a dues causes principalment. Primer va desfer-se de les amenaces i persones que gosaven enfrontar-se amb ell. Quan detectava una amenaça, enviava a aquella persona a una àrea rural dels seus dominis per tal que deixés de ser un problema. Conseqüentment va acabar envoltat només de nobles fidels. Si els privilegiats van acceptar aquest sistema va ser perquè el rei, tal com ells volien, els va mantenir els seus privilegis.[13] Segons en fer-se cap de l'Església Catòlica a França, va obtenir encara més control sobre el poble. Va ordenar que els no catòlics triessin entre convertir-se al catolicisme o ser executats, fet que va traduir-se en la consecució d'un país unit també en el camp religiós, molt important llavors, cosa que el va ajudar a perpetuar-se en el poder. Els seus successors, Lluís XV i Lluís XVI foren formalment monarques absoluts, però van haver de competir contra molts interessos privats (especialment els de l'alta noblesa) i van acabar cedint quan aquesta va oposar-se.[14]

- Pere el Gran de Rússia va governar Rússia durant molt de temps principalment a través de la violència i les amenaces. Si creia que algú era una amenaça, el feia executar. Pel que fa a la religió, va ostentar una molt gran influència sobre l'Església Ortodoxa Russa. Finalment va prohibir el patriarcat de l'església i va crear el Sant Sínode, nomenant un representant seu com a cap d'aquest cos i exercint finalment un poder absolut en el camp religiós. Tot i que va ser amenaçat per molts, va mantenir el control de Rússia fins a la seva mort i va fer el país més gran i poderós.[15]

- Carles I d'Anglaterra només va governar a Anglaterra durant un curt període, abans que el seu propi exèrcit l'enderroqués i fes executar. Va permetre, erròniament, que els seus enemics romanguessin a prop de la cort, alhora que no va saber imposar-se a la seva principal amenaça: el Parlament. Permetent la seva existència, Carles I no va poder governar de forma absoluta. L'altre gran problema del seu regnat va ser el no haver aconseguit eliminar les tensions religioses d'Anglaterra. Tot i ser el cap de l'Església Anglicana, no va poder controlar a protestants i puritans, que van acabar creant problemes i revoltes i li van fer perdre força i poder. Finalment l'Exèrcit i el Parlament decidiren que era perjudicial per al país, i van ordenar-ne l'execució.[16][17]